# Frane Tente
Frane Tente (2. travnja 1928. − kaznionica Lepoglava, 8. studenoga 1948.), hrvatski politički aktivist iz Splita, žrtva jugokomunističkih progona političkih neistomišljenika.

## Životopis
Rodio se je 1928. godine, od oca Nikole, financijskog službenika rodom iz Mravinaca i majke Darinke r. Čulić, kućanice iz Splita. Imao je dvojicu braće te tri sestre. Živjeli su u skromnom domu na Gripama.
Najstariji Franin brat Maksimilijan, bio je pripadnik Ustaške vojnice, s činom dovodnika. Britanci su ga nakon rata zarobili na Bleiburgu i predali partizanima, nakon čega je njegova sudbina nepoznata. Smatra se da je strijeljan u okolici Šentvida.  Frane Tente pristupa 1944. godine u Ustašku mladež, a zatim prelazi u jurišnike u kojima
je ostao do pada Splita. Bježeći pred partizanima, sedamnaestogodišnji Frane Tente dijelio je sudbinu brojnih Hrvata koji su prošli Svibanjsku katastrofu. Kod Dravograda je zarobljen, te je na Križnom putu  doveden do Zagreba, a zatim do Bjelovara. Imao je više sreće od brata: iz bjelovarskog logora pušten je kući u Split.
Po dolasku u Split nastavlja pohađati Klasičnu gimnaziju, gdje upisuje 5.a razred. Prvi put uhićen je u noći s 19. na 20. srpnja 1946., prilikom pretresa njegovog doma, nakon što je na zgradi splitske gimnazije oslikao lik ustaškog poglavnika Ante Pavelića povodom njegova imendana. Na temelju sačuvanih podataka u ne može se precizno zaključiti duljina boravka u istražnom zatvoru, ali kako je Frane Tente dao treći iskaz 5. kolovoza 1946, trajanje istražnog zatvora je iznosilo više od dva tjedna. Prema dostupnim podacima u arhivima UDBE, koji su često proturječni, Frane se povezao s grupom mladića i djevojaka u drugoj polovini 1946. godine. Oni su osnovali Hrvatski oslobodilački pokret i sastajali se po kućama kako bi dogovorili otpor komunističkom režimu. Taj otpor, po izjavama svjedoka bio je pisanje i dijeljenje letaka, kao i crtanje grafita i parola.
Nakon što ga je OZNA pustila, Frane Tente je u Splitu je nastavio pohađati Klasičnu gimnaziju. Bio je učenik sedmog razreda.
Simbolika vrha Marjana bila je hrvatska zastava, simbol hrvatstva i zadržala se do danas. Predstavljala je prkos nenarodnim režimima. U jugokomunističkoj Jugoslaviji na vrh je stavljena jugoslavenska zastava. Tu je bila prigoda za iskaz prosvjeda. S tom skupinom istomišljenika iz Hrvatskog oslobodilačkog pokreta (Frane Bettini (22), Ivica Bavčević (22), Nikola Pensa (22), Jelka Betica (42), Vlaho Zelinak (45), Borica Jonić (20), Ruža Anić (19), Katica Šanić (20), Jakov Kirigin (19), bogoslov Tomislav Karaman (21, poslije svećenik i generalni vikar splitske nadbiskupije), Vjekoslav Matijević (20) i Frane Tente (19)) upustio se u prosvjednu akciju 10. travnja 1947. (na 6. godišnjicu osnivanja NDH) godine na vrhu Marjanu je skinuo je jugoslavensku zastavu s crvenom zvijezdom i stavio 18 metarski hrvatski barjak. Akcija je izazvala šok. Istraga je počela. Već za dva tjedna uslijedila su uhićenja. Prvi je uhićen Bettini, 29. travnja, a do 18. svibnja svi su bili u splitskome zatvoru, među njima i Tente. Prošli su užasni istražni postupak i izvedeni su pred sud. Presuda je uslijedila vrlo brzo. Okružni sud srednje Dalmacije u Splitu presudio je 27. svibnja. Optuženi su da podrivaju SFRJ, a u stvari su tiskali različite letke i pisali parole po ulicama. Zatočen je u kaznionici u Lepoglavi.
Osuđen je, a u obrazloženji presude stajalo je da je osuđen i kažnjen jer je:
1. sastavio i umnožio nekoliko parola i letaka s pozivom na nasilno rušenje postojećeg državnog uređenja
2. razbacivao letke protunarodnog sadržaja u dvorištu gimnazije u Splitu
3. skupa s drugima, na Marjanu skinuo jugoslavensku zastavu s petokrakom i digao hrvatsku zastavu bez zvijezde petokrake

Presuda je sadržavala još toga. Osim izvješene zastave, teretilo ih se za organiziranje udruženja koje je imalo za cilj nasilno djelovanje u svrhu rušenja ustavnog poretka u FNRJ, sastavljanje i rasturanje letaka s pozivom na otpor, pisanje parola tipa "Doli Tito" i "Živija HOP", dizanje bune među seljacima u Žeževici, nabavu sanitetskog materijala za odmetničke bande (za što su optužli Pensu), vrbovanje članova u HOP, pokušaj prebacivanja u odmetničke bande (za što su optužili Jakova Kirigina) i dr. Režimske Slobodna Dalmacija od 31. svibnja 1947. spominjala je i kidanje slike Ive Lole Ribara, a vješanje hrvatske zastave nazvala je "vješanje ustaške zastave", a akciju nazvala "izdajstvom ostataka fašizma".
Nakon presude Tente je sproveden u Šibenik, pa u kaznionicu u Lepoglavu, a nakon toga na prisilni rad na izgradnju pruge Šamac - Sarajevo. Nakon toga nastavio je odsluženje petogodišnje kazne u Lepoglavi. Ondje je umro u nehumanim uvjetima. Lepoglavska kaznionica, premda na manje zlom glasu od one u Gradišci i logora iz NDH koji su svoju mračnu funkciju nastavili i poslije oslobođenja od osovinske vlasti, bila je na zlom glasu kao mučilište hrvatskih rodoljuba i disidenata: "milicionari su političke zatvorenike udarali šakama, čizmama, toljagama, željeznim šipkama. Gušili su ih, vezali lancima da im noge ne dopru do poda, fiksirali im noge uz glavu, bacali ih polugole u ledene samice, izvodili ih na hinjene egzekucije, ozljeđivali ih. Osuđenik nije znao kada će biti prozvan i tučen, a u prvim poslijeratnim godinama ni kada će biti odveden na obližnju pješčaru i ubijen." Ondašnji upravitelj je bio major KNOJ-a Josip Špiranec. Upravitelj je bio na zlu glasu: primjerice, osobno je izradio nacrte za tri vrste okova: od 12 kg, od 20 kg i od 50 kg. Smatra se da je upravitelj kaznionice odgovoran za smrt najmanje dvjestotinjak ljudi. Tijekom zime 1946./47. po zapovijedi upravitelja kaznionice Frane Tente je zatvoren u samici. Tenti su stražari zapovijedili skinuti svu odjeću osim donjeg rublja. Potom su mu na noge stavili okove i odveli u visoku prostoriju bez stakla u kojoj su ga zatvorili. Prethodno su pod zalili su vodom, da se stvori led. Iste zime, veljače 1948., Frane Tente umro je od upale pluća. Drugi dokumenti pisali su da je Tente umro u dvadesetoj godini 8. studenog 1948. godine u 16 sati. U zatvorskom izvješću stajalo je da je umro od "vodene upale porebrice i tuberkulozne upale mozgovnih opna". Franino tijelo nikad nisu vratili, pa mu se ni do danas ne zna za grob.
Detalje o smrti nije se moglo doznati u potpunosti, nego tek u sitnim fragmentima. Obitelji je Franine zadnje dane prepričao Franin suborac i supatnik Vjekoslav Matijević, koji je 1947. skupa s Franom razvio hrvatski barjak na Marjanu.
Sudbina obitelji Tente indikativna je za sudbinu hrvatskog naroda u drugom svjetskom ratu: dio obitelji strijeljali su nacisti iz divizije Prinz Eugen na splitskome Trsteniku, drugi su poginuli u partizanima, treći kao vojnici NDH, četvrti su poput Frane bili žrtve jugokomunističkih obračuna s političkim neistomišljenicima.
Godine 2015. je godine splitska udruga Udruga Urbana desnica pokrenula inicijativu za dodjelom ulice Frani Tenti. Najavili su da će na godišnjicu njegove smrti 8. studenog podnijeto službeni prijedlog gradskoj vlasti za imenovanjem jedne ulice u spomen na Franu Tentu, a murali u čast Frani Tenti u čast već krajem ljeta 2015. oslikani su u Splitu i Mravincima.

## Citati
O akciji je desetljećima poslije posvjedočio Nikola Pensa:

## Počasti
Grad Split je na 70. obljetnicu smrti Frane Tente, 8. studenoga 2018., podigao hrvatsku zastavu u čast Frane Tente. Iz Grada Splita poručili su "Danas smo podigli hrvatsku zastavu na Prvi Marjanski vrh, na kojemu su Frane Tente i njegovi prijatelji 1947. godine podigli hrvatsku zastavu bez zvijezde. Komunističke vlasti osudile su ih zbog tog “neprijateljskog čina”, a na današnji dan prije 70 godina u kaznionici u Lepoglavi, nakon mučenja Frane Tente je umro ". U spomen na Franu naveli su i novu inačice pjesme Marjane, Marjane.
U prosincu 2019., gradsko vijeće Splita je izglasalo prijedlog da se Frani Tenti podigne spomenik na Marjanu, pri ćemu se oglasila Udruga antifašista i antifašističkih boraca Split, kao i stranka Pametno, koji su osudili podizanje spomenika ovom članu Ustaške mladeži.

## Vanjske poveznice
- Želimo ulicu Frane Tente u Splitu, inicijativa na Facebooku
- Iva Međugorac, PortalOko.hr : Skrivena povijest. TVORNICE SMRTI PARTIZANSKIH ZLIKOVACA: Okovi, udarci željeznim šipkama, ledena samica u kojoj je umro mladi Tente  Arhivirana inačica izvorne stranice od 29. studenoga 2018. (Wayback Machine), portal Oko, 3. siječnja 2015.